# Francis Joseph Spellman
Francis Joseph Spellman (Whitman, 4 maggio 1889 – New York, 2 dicembre 1967) è stato un cardinale e arcivescovo cattolico statunitense.

## Biografia
Di umili origini, figlio di William Spellman e Ellen Conway, dopo aver studiato con i Gesuiti, venne ordinato sacerdote nel 1916 dal vescovo Giuseppe Ceppetelli.

Spellman a Roma nel 1916 dopo l'ordinazione sacerdotale

Addetto alla Segreteria di Stato dal 1925 al 1932, fu consacrato vescovo ausiliare di Boston nel 1932 e quindi arcivescovo di New York nel 1939. Nel concistoro del 18 febbraio 1946, gli fu imposta la berretta cardinalizia che era stata di papa Pio XII con il titolo dei Santi Giovanni e Paolo.
A partire dal 1939, come vicario generale per i cattolici arruolati nell'esercito statunitense, fece lunghissimi viaggi, seguendo Marines e Berretti verdi da un capo all'altro del mondo.
Durante il periodo della guerra fredda ha contribuito alla crociata anticomunista del senatore Joseph McCarthy sottolineandone una giustificazione anche religiosa.
Durante la guerra in Vietnam degli anni sessanta, si schierò dalla parte dell'intervento con il Presidente John Kennedy seguendo la tesi nazionalistica e sostenendo l'inevitabilità della guerra.
Proprio per questo atteggiamento, pubblicizzato dalle foto che lo ritraevano mentre trascorreva il Natale tra i soldati al fronte, la sua popolarità andò sempre più calando.
Partecipò al Concilio Vaticano II, schierandosi con l'ala conservatrice del Coetus Internationalis Patrum.

Spellman (al centro) durante la seconda guerra mondiale, con i soldati statunitensi sul fronte italiano

## Genealogia episcopale e successione apostolica
La genealogia episcopale è:
- Cardinale Scipione Rebiba
- Cardinale Giulio Antonio Santori
- Cardinale Girolamo Bernerio, O.P.
- Arcivescovo Galeazzo Sanvitale
- Cardinale Ludovico Ludovisi
- Cardinale Luigi Caetani
- Cardinale Ulderico Carpegna
- Cardinale Paluzzo Paluzzi Altieri degli Albertoni
- Papa Benedetto XIII
- Papa Benedetto XIV
- Papa Clemente XIII
- Cardinale Marcantonio Colonna
- Cardinale Giacinto Sigismondo Gerdil, B.
- Cardinale Giulio Maria della Somaglia
- Cardinale Carlo Odescalchi, S.I.
- Cardinale Costantino Patrizi Naro
- Cardinale Lucido Maria Parocchi
- Papa Pio X
- Papa Benedetto XV
- Papa Pio XII
- Cardinale Francis Joseph Spellman

La successione apostolica è:
- Cardinale John Francis O'Hara, C.S.C. (1940)
- Cardinale James Francis Aloysius McIntyre (1941)
- Vescovo William Tibertus McCarty, C.SS.R. (1943)
- Vescovo Joseph Patrick Donahue (1945)
- Vescovo William Richard Arnold (1945)
- Vescovo Thomas John McDonnell (1947)
- Cardinale Patrick Aloysius O'Boyle (1948)
- Vescovo Joseph Francis Flannelly (1948)
- Vescovo James Henry Ambrose Griffiths (1950)
- Vescovo Christopher Joseph Weldon (1950)
- Vescovo David Frederick Cunningham (1950)
- Vescovo Joseph Oliver Bowers, S.V.D. (1953)
- Vescovo Lawrence Bernard Brennan Casey (1953)
- Vescovo Joseph Maria Pernicone (1954)
- Vescovo Philip Joseph Furlong (1956)
- Vescovo Carlos Arturo Brown, M.M. (1957)
- Vescovo Vincent Ignatius Kennally, S.I. (1957)
- Vescovo John Michael Fearns (1957)
- Vescovo John William Comber, M.M. (1959)
- Arcivescovo John Joseph Maguire (1959)
- Vescovo Tomás Roberto Patricio Manning, O.F.M. (1959)
- Cardinale Luis Aponte Martínez (1960)
- Vescovo Alfredo José Isaac Cecilio Francesco Méndez-Gonzalez, C.S.C. (1960)
- Vescovo Francis Frederick Reh (1962)
- Arcivescovo Thomas Andrew Donnellan (1964)
- Vescovo George Theodore Boileau, S.I. (1964)
- Vescovo George Henry Guilfoyle (1964)
- Vescovo Juan Fremiot Torres Oliver (1964)
- Cardinale Terence James Cooke (1965)
- Vescovo William Joseph Moran (1965)
- Arcivescovo John Joseph Thomas Ryan (1966)
- Vescovo Edwin Bernard Broderick (1967)

## Curiosità
Quando Paolo VI abolì la tiara papale in favore della mitra, la sua tiara fu venduta al cardinale Spellman per beneficenza; si trova tuttora negli Stati Uniti, esposta nella Basilica dell'Immacolata Concezione a Washington.